# Aba (Schiff)
Die Aba war ein Passagierschiff der britischen Elder Dempster Lines, das 1918 als Frachtschiff unter dem Namen Glenapp gebaut wurde und bis 1947 im Einsatz blieb.

## Geschichte
Das Schiff wurde ursprünglich für die russische Zarenregierung entworfen und 1916 bei Barclay, Curle and Company in Glasgow auf Kiel gelegt. Nach der Oktoberrevolution 1917 wurden die Arbeiten jedoch gestoppt. Der unfertige Rumpf wurde später von der britischen Glen Line übernommen. Im September 1918 konnte das auf den Namen Glenapp getaufte Schiff in Dienst gestellt werden.
1920 ging die Glenapp in den Besitz der Elder Dempster Lines über, die sie in Aba umbenannten und zu einem Passagierschiff für die Route von Liverpool nach Westafrika umbauen ließen. Im November 1931 wurde das Schiff kurzzeitig ausgemustert, nachdem es im Juni vor Lagos auf Grund gelaufen war. Im April 1933 nahm es jedoch wieder den Passagierdienst auf.
Im September 1939 wurde die Aba von der britischen Admiralität übernommen und zu einem Lazarettschiff umgebaut. Im März 1940 war es an der Evakuierung britischer Bürger in Norwegen beteiligt, ehe es nach Alexandria verlegt wurde. In den folgenden vier Jahren blieb das Schiff im Mittelmeer im Einsatz. Dabei wurde es zweimal bombardiert und beschädigt: im Mai 1941 vor Kreta und im März 1944 vor Neapel. Anschließend beteiligte es sich am D-Day vor der Küste Frankreichs, ehe es zwischen Liverpool und Cherbourg eingesetzt wurde.
Im Januar 1947 ging die Aba an die Elder Dempster Lines zurück, die es jedoch als zu alt für eine erneute Indienststellung befanden. Stattdessen wurde es an die Bawtry SS Company in Liverpool verkauft und in Matrona umbenannt, um zu einem Auswandererschiff umgebaut zu werden. Während der Umbauarbeiten im Liverpool kenterte das Schiff jedoch am 31. Oktober 1947 im Dock, nachdem der Ballast entfernt worden war. Das Wrack wurde im Juni 1948 geborgen und am 4. Oktober 1948 zum Abbruch nach Barrow-in-Furness geschleppt.